# Chalepus tappesi
Chalepus tappesi es un coleóptero de la familia Chrysomelidae.
Fue descrita científicamente en 1877 por Félicien Chapuis.